# Die Hüterin der Wahrheit – Dinas Bestimmung
Die Hüterin der Wahrheit – Dinas Bestimmung ist ein dänischer Fantasy-Film von Kenneth Kainz aus dem Jahr 2015. Die dänisch-schwedisch-norwegisch-isländisch-tschechische Koproduktion basiert auf der Buchreihe Skammerens Datter („Die Tochter der Beschämerin“, deutsch erschienen unter dem Titel „Die Hüterin der Wahrheit“) von Lene Kaaberbøl. 2019 folgte die Fortsetzung Die Hüterin der Wahrheit 2: Dina und die schwarze Magie.

## Handlung
Als der König, seine schwangere Ehefrau und sein vierjähriger Sohn brutal ermordet werden, fällt der Verdacht schnell auf seinen älteren Sohn Nicodemus Ravens, der betrunken, blutüberströmt und mit einem Messer in seiner Hand aufgefunden wurde. Doch die Gerichtsbarkeit will sich ganz sicher sein und lässt nach Melussina Tonerre, einer Beschämerin, rufen. Diese ist eine Art Hexe, die durch einen Blick in die Augen feststellen kann, welcher Sünden der Angeklagte schuldig ist.
Drakan, der Bastard des Königs und Drahtzieher hinter dem Mord, versucht seine Beteiligung zu vertuschen. Schließlich will er an Stelle des Königs herrschen. Dazu nutzt er die Manipulationsfähigkeit seiner Mutter sowie Drachenblut. Er ruft er Dina, die Tochter der Beschämerin, in die Königsstadt, um, wie er sagt, ganz sicher zu gehen. Auch sie kann bei dem Angeklagten Nicodemus keine Schuld an dem Mord feststellen. Doch es handelte sich nur um einen Vorwand: Drakan versucht, sie zu ermorden und auch diesen Mord Nico in die Schuhe zu schieben. Es gelingt Dina jedoch, durch ihre Kräfte dem Komplott zu entgehen.
Drakan lässt daraufhin Dinas Mutter festsetzen und der Hexerei anklagen. Auch Dina und Nico sollen exekutiert werden, doch ihnen gelingt die Flucht. Bei Freunden von Nico versteckt, werden sie von den Schergen Drakans entdeckt. Dabei scheint Nico bei einer Explosion ums Leben zu kommen, während Dina erneut die Flucht gelingt.
Dina wird vom Waffenmeister schließlich aufgespürt. Es gelingt ihr, Einfluss auf diesen zu nehmen. Auch trifft sie wieder auf Nico, und die drei schmieden einen Plan zur Befreiung von Dinas Mutter. Dieser Plan versagt, und Dina soll zusammen mit ihrer Mutter den Drachen geopfert werden. Doch Dina gelingt es, der wütenden Menge die Augen über Drakans wahre Ziele zu öffnen. Es entbrennt ein Kampf auf dem Exekutionsplatz, in dessen Verlauf es Nico gelingt, die Drachen zu töten. Dina, ihre Mutter und Nico fliehen aus der Königsstadt, Drakan scheint geschlagen.

## Hintergrund
Der Film entstand nach einer Vorlage von Lene Kaaberbøl. Das Drehbuch schrieb Anders Thomas Jensen. Dabei ist Dinas Bestimmung der erste Band einer bisher vierbändigen Buchreihe. Der erste Band erschien ursprünglich unter dem Titel Dina in der Drachenburg in Deutschland, wurde jedoch im Rahmen der Verfilmung neu aufgelegt.
Der Film wurde in Deutschland am 18. Februar 2016 in die Kinos gebracht. Eine DVD- und Blu-Ray-Veröffentlichung folgte am 26. August 2016.
Der Film gewann beim Robert Festival in Dänemark insgesamt fünf Preise: Bester Kinder- und Jugendfilm, Bestes adaptiertes Drehbuch, Beste Kostüme, Beste Filmmusik und Beste Visuelle Effekte. Zusätzlich war es für den Zuschauerpreis, das beste Produktionsdesign, die beste Kamera, das beste Make-up, den besten Schnitt und den besten Ton nominiert.
2019 folgte der zweite Teil Die Hüterin der Wahrheit 2: Dina und die schwarze Magie.

## Kritiken
Die Website Kinderfilmwelt ist voll des Lobes für den Film:

„Wie es für Fantasystoffe typisch ist, spielt auch ‚Die Hüterin der Wahrheit‘ in einer mittelalterlich anmutenden Welt. Nicht nur die Drehorte sind toll gewählt und die Kostüme ebenso überzeugend wie die Spezialeffekte, auch die düstere Handlung trägt dazu bei, dass die Geschichte in sich stimmig ist. Hier sieht nichts nach einem ‚Verkleidungsmittelalter‘ voll edler Ritter und adretter Bauersfrauen aus; in Dinas Welt geht es rau und dreckig zu, es gibt Armut und Gewalt, Machtgier und Schaulust. Dadurch wirkt die fantastische Erzählung ungeheuer realistisch und zieht einen mit ihrer packenden Atmosphäre sofort in den Bann!“

Auch die Filmzeitschrift Cinema lobte den Film:

„Die extrem spannende Verfilmung fasziniert durch die Echtheit der Kulissen, opulente Kinobilder und eine ausgesprochen düstere Atmosphäre – mit Figuren, die zum Teil noch unheimlicher und Furcht einflößender sind als die Riesenechsen im Kellerverlies der Burg. Die machthungrige Mutter des Drachenfürsten Drakan dürfte manch jüngerem Kinobesucher böse Träume bescheren.“